# Distrito electoral de Hamlet (condado de Hayes, Nebraska)
Hamlet (en inglés: Hamlet Precinct) es un distrito electoral ubicado en el condado de Hayes en el estado estadounidense de Nebraska. En el Censo de 2010 tenía una población de 162 habitantes y una densidad poblacional de 0,7 personas por km².

## Geografía
Hamlet se encuentra ubicado en las coordenadas 40°25′52″N 101°15′11″O / 40.43111, -101.25306. Según la Oficina del Censo de los Estados Unidos, Hamlet tiene una superficie total de 230.85 km², de la cual 230.8 km² corresponden a tierra firme y (0.02%) 0.05 km² es agua.

## Demografía
Según el censo de 2010, había 162 personas residiendo en Hamlet. La densidad de población era de 0,7 hab./km². De los 162 habitantes, Hamlet estaba compuesto por el 98.15% blancos, el 0% eran afroamericanos, el 0% eran amerindios, el 1.23% eran asiáticos, el 0% eran isleños del Pacífico, el 0.62% eran de otras razas y el 0% pertenecían a dos o más razas. Del total de la población el 0.62% eran hispanos o latinos de cualquier raza.